# Little Men (serie de televisión)
Little Men es una serie de televisión canadiense que se emitió por primera vez el 7 de noviembre de 1998 en la cadena de televisión PAX TV y se mostró en Canadá en CTV a partir del 1 de enero de 1999. El programa está ambientado como una continuación de la novela Little Men de Louisa May Alcott (1871), continuación de Mujercitas (1868). Debido a las bajas calificaciones, el programa fue cancelado después de 2 temporadas y el episodio final se emitió el 17 de diciembre de 1999.

## Sinopsis
El espectáculo comienza en Concord, Massachusetts , un mes después de la muerte del esposo de Jo, Fritz Bhaer. Josephine Bhaer (Michelle Rene Thomas) debe hacerse cargo de la Escuela Plumfield, una escuela en el granero en la propiedad de Bhaer, una vez enseñada por su esposo. Mientras trata de adaptarse a las presiones para encontrar un nuevo maestro, un marinero mercante Nick Riley (Spencer Rochfort) entra en escena para actuar como cuidador de la escuela. Franz ( Robin Dunne ), el sobrino de Jo, debe hacerse cargo de la enseñanza de la clase de jóvenes adolescentes, en particular Dan ( Corey Sevier ), Nat ( Trevor Blumas ), Emil (Alex Cambell), Nan ( Brittney Irvin ) y Bess ( Rachel Skarsten ).). El programa sigue las aventuras de los niños en Plumfield, así como la floreciente relación entre Jo y Nick. Las apariciones de las otras hermanas March vivas, Meg (Jennifer Wigmore) y Amy (Amy Price-Francis) fundamentan la trama como otro capítulo en la saga continua de las niñas March de Mujercitas . El hijo pequeño de Jo, Rob Bhaer, es interpretado por Munro Chambers y su hermano Thomas.

## Personajes

### Residentes de Plumfield
- Josephine "Jo" Bhaer (Michelle Rene Thomas ): Una de las Mujercitas del mismo nombre , Jo es ahora una joven viuda tras la muerte de su marido Fritz. Ella promete mantener abierta la escuela de su esposo, aunque muchos sienten que debería cerrarla. Ella tiene un hijo, Rob. Jo a menudo recuerda su infancia con sus hermanas, Meg, Amy y la difunta Beth. Ella permanece cerca de sus parientes vivos que continúan apoyándola.
- Nicolas "Nick" Riley (Spencer Rochfort): un marino mercante que viene a trabajar a Plumfield. Después de que lo arrestan por agredir al tío de Emil, Jo hace arreglos para que cumpla su sentencia en Plumfield. Más tarde decide quedarse de forma permanente como cuidador de la escuela. Nick tuvo una infancia difícil después de que sus padres murieran en una epidemia de influenza cuando tenía doce años. Se quedó con su tío que abusaba de su esposa. A los quince años realizó su primer viaje por mar. En "Philanthropy", Nick revela que no sabe leer y Jo comienza a enseñarle.
- Dan Maddison (Corey Sevier): un estudiante apadrinado que una vez estuvo sin hogar viviendo en las calles de Boston. Sobrevivió asociándose con Jasper (Jason McSkimming) y luego con Nat. En "Tough Crimes", Jasper llega a Plumfield para llevar a Dan a California. Dan pronto se entera de que su amigo es un criminal irredimible y permanece en la escuela.
- Nathaniel "Nat" Blake ( Trevor Blumas ): el mejor amigo de Dan. Al igual que Dan, es un estudiante patrocinado. Estaban juntos sin hogar en Boston. Nat tiende a ser cauteloso y nervioso, aunque es capaz de grandes actos de valentía en momentos de necesidad.
- Anthea "Nan" Harding ( Britt Irvin ): la primera alumna de Jo. Después de la muerte de su madre, Nan no estaba contenta y, a menudo, se escapaba de casa, lo que llevó a su padre a enviarla a Plumfield. Una marimacho, al principio no se lleva bien con la remilgada y adecuada Bess. Eventualmente se hacen amigos.
- Elizabeth "Bess" Laurence ( Rachel Skarsten ): la única hija de Amy y Laurie. Su madre la ha convertido en una joven elegante y refinada, pero a su padre le preocupa que no tenga ánimo por pasar demasiado tiempo en el interior y no disfrutar de la vida.
- Emil Hoffman ( Alex Campbell ): un estudiante de Plumfield que espera ser marinero algún día. Su tío lo saca de Plumfield en contra de los deseos de Emil. Regresa después de que su tío lo golpea cuando se niega a ir a la escuela militar.
- Asia (Sandra Caldwell): El ama de llaves residente de Plumfield que se encarga de la mayor parte de la cocina. Es firme pero amable con los estudiantes. A cambio, respetan sus consejos y amonestaciones.
- Franz Bhaer ( Robin Dunne ): sobrino de Jo y Fritz. Comienza a enseñar en Plumfield después de la muerte de su tío. Franz es aceptado en Harvard, pero retrasa su inscripción hasta que Plumfield pueda conseguir otro maestro. En "Tough Crimes", decide seguir siendo el maestro permanente de la escuela.
- Thomas "Tommy" Bangs ( Matt Robinson ): estudiante de Plumfield. Tommy ocasionalmente se mete en problemas menores como en "Philanthropy".
- Rob Bhaer ( Munro Chambers /Thomas Chambers): el hijo pequeño de Jo con su difunto esposo.

Jack Ford ( Dov Tiefenbach)

### Personajes secundarios
- Margaret "Meg" Brooke ( Jennifer Wigmore): la hermana de Jo que la apoya emocionalmente después de la muerte de Fritz. Ella lamenta la muerte de su propio esposo, John, quien murió algunos años antes. Meg también es madre de gemelos.
- Amy Laurence ( Amy Price-Francis : la hermana de Jo con quien a veces está en desacuerdo. En "Thanksgiving", Amy regresa a Estados Unidos con su esposo Laurie y su hija Bess. Ella envía a Bess a la escuela de Jo, aunque al principio se opone a ella. .
- Theodore "Laurie" Laurence ( Dan Chameroy ): esposo de Amy y padre de Bess. Le preocupa que Bess no tenga espíritu y la envía a la escuela de su cuñada en "Acción de Gracias". Laurie siempre está ahí para ayudar a Jo y su escuela, incluido el envío de una biblioteca en "Filantropía".
- Isaac (Michael Oliphant): un niño afroamericano que solía ser esclavo en Georgia con sus padres Ruth (Arlene Duncan) y Josiah (Desmond Campbell). Jo ayuda a la familia a establecerse en Concord y toma a Isaac como estudiante.

## Producción
La serie fue filmada en Pickering, Ontario , en el Área de Conservación de Claremont. La serie fue una producción conjunta entre Alliance Atlantis Communications y Paxson Communications . El rodaje de la primera temporada tuvo lugar entre agosto de 1998 y enero de 1999. La segunda temporada se filmó entre abril y octubre de 1999.

## Distribución Internacional
Si bien era una producción canadiense, Little Men se estrenó en los Estados Unidos en PAX TV en noviembre de 1998. El estreno nacional del programa fue el 1 de enero de 1999 en CTV. La serie también se mostró en Suiza, a partir del 31 de julio de 2000, donde se conoció como "L'école du bonheur", en Francia, a partir del 25 de diciembre de 2001, y en India, donde se emitió en Hallmark Channel.

## Lanzamientos de videos caseros
La serie tiene un total de 26 episodios. DVD de la región 1 de la serie distribuidos por BFS Entertainment en cuotas de 4 episodios. BFS solo ha lanzado los primeros ocho episodios de la primera temporada. Los episodios 1-4 también fueron lanzados en VHS por BFS. También hay un lanzamiento en DVD de la Región 4 de Madmen Entertainment.